# Istituto europeo per l'innovazione e la tecnologia
L'Istituto europeo per l'innovazione e la tecnologia (meglio conosciuto tramite l'acronimo EIT, sigla derivata dalla denominazione inglese European Institute of Innovation and Technology) è un organismo indipendente dell'Unione europea creato nel 2008 e incaricato di identificare, co-finanziare e coordinare l'attività di specifiche «comunità della conoscenza e dell'innovazione» (ingl.: KICs, Knowledge and Innovation Communities), partenariati composti da università, centri di ricerca e imprese uniti dal comune intento di perseguire una agenda strategica in specifici settori scientifici e tecnologici, mediante attività integrate di alta formazione, ricerca e innovazione.

## Riferimenti normativi
- Regolamento (CE) n. 294/2008 del Parlamento europeo e del Consiglio, dell'11 marzo 2008 , che istituisce l’Istituto europeo di innovazione e tecnologia